# Drew Gilpin Faust

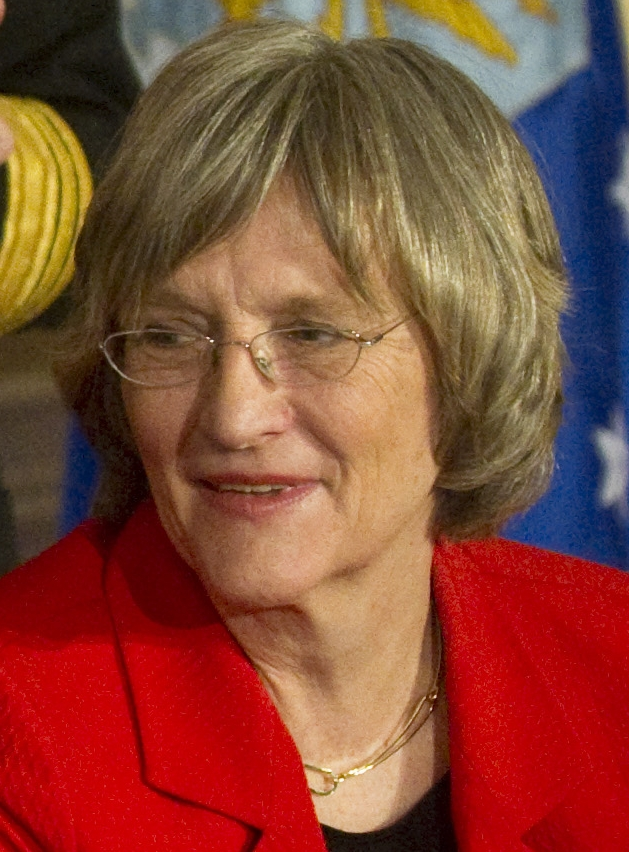
Faust 2011

Catharine Drew Gilpin Faust (18 de septiembre de 1947)
es una historiadora estadounidense, administradora universitaria y la primera mujer presidente de la Universidad de Harvard. Faust, que previamente había sido directora del Radcliffe Institute for Advanced Study, es también el primer presidente de Harvard desde 1672 que no posee un estudio de pregrado o grado otorgado por Harvard.

## Biografía y carrera
Faust nació en la ciudad de Nueva York y creció en el Condado de Clarke, Virginia, en el Valle Shenandoah. Es hija de Catharine y McGhee Tyson Gilpin. Su familia ha producido destacados líderes en el ámbito de los negocios y la política. Su bisabuelo, Lawrence Tyson, fue un senador estadounidense de Tennessee durante la década de 1920.
Se graduó en la Concord Academy, Concord, Massachusetts en 1964, y obtuvo su Bachellor en el Bryn Mawr College, y un A.M. y Ph.D. en historia estadounidense en 1975 de la Universidad de Pensilvania en 1975. El mismo año, se incorporó a la Universidad de Pensilvania como profesor asistente de historia de Estados Unidos. Sobre la base de sus méritos como investigadora y docente, se la nombró a cargo de la cátedra de historia Walter Annenberg. Como especialista en la historia sureña en el período antebellum y la guerra Civil, Faust elaboró nuevas perspectivas sobre la historia intelectual del sur y los roles de la mujer durante la guerra civil. Es autora de cinco libros, entre los que se destaca Mothers of Invention: Women of the Slaveholding South in the American Civil War, por el cual obtuvo en 1997 el premio Francis Parkman otorgado por la Sociedad estadounidense de historiadores.
En el 2001, Faust fue nombrada primera directora del Radcliffe Institute for Advanced Study, que sucedió al Radcliffe College.
Faust es miembro de los comités de gestión del Bryn Mawr College, de la Andrew Mellon Foundation, y del National Humanities Center. Presta servicios en el comité asesor educativo de la Guggenheim Foundation. Está divorciada de su primer esposo, Stephen Faust y está casada actualmente con Charles E. Rosenberg, un historiador de la medicina que también trabaja en Harvard.

## Presidente de la Universidad de Harvard
El 30 de junio, del 2006, renunció el presidente de Harvard Lawrence H. Summers como consecuencia de una serie de controversias (en parte producto de comentarios que él había realizado sobre una posible correlación entre el género de las personas y el éxito en ciertas actividades académicas). Derek Bok, quien había sido el presidente de Harvard entre 1971 y 1991, regresó como presidente interino hasta que se consiguiera un reemplazante.
El 8 de febrero de 2007, el periódico estudiantil "The Harvard Crimson" anunció que Faust había sido elegida como próximo presidente. Luego de la aprobación formal por el directorio de la universidad, su designación fue oficializada tres días más tarde. Archivado el 1 de diciembre de 2008 en Wayback Machine.
Durante una conferencia de prensa ofrecida en el campus Faust declaró, "Tengo la esperanza de que mi designación sea un símbolo de nuevas oportunidades que una generación atrás hubieran sido impensables". Aunque también expresó, "Yo no soy la mujer que es presidente de Harvard, yo soy el presidente de Harvard."

## Vida personal
Se le diagnosticó cáncer de mama en 1988. Decidió no hablar con los medios de comunicación acerca de su diagnóstico o tratamiento.

## Obras selectas
- This Republic of Suffering: Death and the American Civil War (Knopf, 2008) ISBN 978-0-375-40404-7
- Mothers of Invention: Women of the Slaveholding South in the American Civil War (University of North Carolina Press, 1996) ISBN 978-0-8078-5573-7
- Southern Stories: Slaveholders in Peace and War (University of Missouri Press, 1992) ISBN 978-0-8262-0975-7
- The Creation of Confederate Nationalism: Ideology and Identity in the Civil War South (Louisiana State University Press, 1982) ISBN 978-0-8071-1606-7
- James Henry Hammond and the Old South: A Design for Mastery (Louisiana State University Press, 1982) ISBN 978-0-8071-1248-9
- A Sacred Circle: The Dilemma of the Intellectual in the Old South, 1840-1860 (University of Pennsylvania Press, 1977) ISBN 978-0-8122-1229-7